# Nikita Iosifow
Nikita Igoriewicz Iosifow (ros. Никита Игоревич Иосифов, ur. 11 kwietnia 2001 w Miczuryńsku) – rosyjski piłkarz występujący na pozycji lewego skrzydłowego w hiszpańskim klubie Villarreal CF. Młodzieżowy reprezentant Rosji.